# Moreaua aterrima
Moreaua aterrima är en svampart som först beskrevs av Tul. & C. Tul., och fick sitt nu gällande namn av Vánky 2000. Moreaua aterrima ingår i släktet Moreaua och familjen Anthracoideaceae.   Inga underarter finns listade i Catalogue of Life.